# Наседкин, Николай Николаевич (художник)
Никола́й Никола́евич Насе́дкин (р. 31 августа 1954, Алешки, Воронежская область) — российский художник.

## Биография
Родился в 1954 году в селе Алешки Воронежской области. В 1970—1974 гг. учился в Федоскинской школе миниатюрной живописи, специальность — ростовская финифть.
Член МОСХ России с 1985 года. В выставках участвует с 1982 года.
Работает в области станковой живописи, графики, инсталляций и объектов.

## Персональные выставки
- 1990 — «Живопись и графика Н. Наседкина» (Снеккерстен, Дания)
- 1991 — Живопись. Графика (Выставочный зал «На Каширке». Москва)
- 1992 — Живопись (Московский архитектурный институт)
- 1999 — «1999 Старый Новый год Николая Наседкина» (Галерея «Манеж», ЦВЗ Манеж. Москва)
- 2001 — Выставка графики «Встреча спустя четверть века». Борис Турецкий и Николай Наседкин (Куратор М. Бессонова. Галерея «На Солянке». Москва)
- 2004 — «Сумасшедший дом». Живопись, графика. (ЦСИ «М’Арс». Москва)
- 2005 — «Орнамент. Живопись нефтью» Крокин Галерея, Москва. Параллельная программа I-й московской биеннале современного искусства.
- 2011 — «Пашня» (живопись нефтью). Крокин галерея, Москва
- 2012, ноябрь — 2013, февраль — «Black». (Московский музей современного искусства. Москва)
- 2017 — «Родня», Крокин галерея, Москва

## Групповые выставки
- 1986 — 17-я молодёжная выставка (Дом художника на Кузнецком мосту, 11. Москва)
- 1989 — «Московские художники в Лондоне» («Riverside Artists’ Group». Лондон-Дублин)
- 1991 — «Современные московские художники в Тампо» (Университет современного искусства г. Тампо. Южная Флорида, США)
- 1991 — АРТ-МИФ’2. (ЦВЗ Манеж. Москва)
- 1999 — Станковая графика. I-я Новосибирская международная биеннале
- 2001/2002 — «Абстракция в России. XX век» (ГРМ, Санкт-Петербург — ГТГ, Москва)
- 2002/2003 — «Культурное пространство. Современные московские художники» (Афинский Музей современного искусства. Греция)
- 2003 — «Московская абстракция. Вторая половина XX века» (ГТГ. Крымский Вал, 10. Москва)
- 2005/2006 — «Ревизия материала» (ГТГ. Крымский Вал, 10. Москва) Экспонировался объект «Замкнутые в пространстве. Черный куб. Белый куб»
- 2007 — Национальная премия в области современного искусства «Черный квадрат» Выставка номинантов «Мастерская Арт Москва». (ЦДХ. Крымский вал, 10. Москва)
- 2007 — «Приключения „Черного квадрата“». (ГРМ. Санкт-Петербург) Экспонировался объект «Замкнутые в пространстве. Черный куб».
- 2008 — «Премия Кандинского 2008». Выставка номинантов (ЦДХ. Крымский вал, 10. Москва)
- 2009 — «Between the lines». Международный экономический форум. (Давос, Швейцария)
- 2009 — «Премия Кандинского 2009». Выставка номинантов (ЦДХ. Крымский вал, 10. Москва)
- 2010 — «Визуальное/умозрительное». Куратор: Леонид Бажанов (Государственный центр современного искусства. Москва)
- 2012, 06-20 ноября — «Московский союз художников 1932—2012». К 80-летию МОСХа (ЦДХ. Крымский вал, 10. Москва)
- 2012, 20 декабря — 2013, 11 марта — «Звучащее вещество» (ГРМ. Санкт-Петербург)
- 2013 — Десятая Красноярская музейная биеннале «Любовь пространства» (Красноярский музейный центр)
- 2013 — Премия Кандинского 2013 (Кинотеатр «Ударник». Москва)
- 2013—2015 — «Жить или писать. Рассказчик Варлам Шаламов» (Берлин — Хайдельберг — Бремен (Германия). — Люксембург)
- 2014 — «Личный выбор: работы из частных коллекций современного искусства / Personal Choice: Collectors’ Selections from their own Collections». Коллекция М. М. Алшибая (Центр современной культуры «Гараж». Москва)
- 2014 — «Чемодан». Манифеста — 10. Параллельная программа. (Библиотека книжной графики. Санкт-Петербург)
- 2014 — Кураторский проект Николая Наседкина «Андрей Красулин. Место присутствия» («Руина», Музей архитектуры им. Щусева. Москва)
- 2014 — Паблик-Арт проект «Луч» (улицы Москвы)
- 2014 — «Инновация — русская традиция». POP-UP выставка современного искусства в рамках презентации здания MATREX. Архитектор Борис Бернаскони. (Инновационный центр «Сколково». Москва). Экспонировался объект-инсталляция «Друзьям. До востребования».
- 2015 — «Победа как новый эпос», Крокин галерея и Российская Академия художеств, Москва.

## Работы художника в коллекциях
- Государственная Третьяковская галерея (ГТГ)
- Государственный Русский музей (ГРМ)
- Государственный музей изобразительных искусств им. Пушкина (ГМИИ)
- Государственный центр современного искусства (ГЦСИ)
- Московский музей современного искусства (ММСИ)
- Художественные музеи и галереи России
- Российские и зарубежные частные коллекции

## Избранные работы
- «Black». Выставка в ММСИ/ММОМА
- «Пашня. Живопись нефтью». Персональная выставка.
- «Красная площадь». Живопись нефтью. Выставка «Премия Кандинского — 2009».
- «Крым»; «Ширма подсознания». Две инсталляции. Выставка «Премия Кандинского — 2008».
- Объект «Баня по-черному». Выставка номинантов премии «Черный квадрат».
- Объект «Замкнутые в пространстве». Выставка в Третьяковской галерее.
- Старые работы

## Награды
- 1986 — Диплом МОСХ РСФСР «за активное участие на XVII-ой выставке произведений молодых художников в декабре 1986 г.». ЦВЗ, Дом художника на Кузнецком мосту, 11. Москва
- 1999 — Диплом «За пластическую выразительность» Первой Новосибирской международной биеннале «Станковая графика» (Новосибирская картинная галерея)
- 2002 — Присвоение серебряной медали Российской академии художеств